# Heterophleps amamiensis
Heterophleps amamiensis är en fjärilsart som beskrevs av Inoue 1964. Heterophleps amamiensis ingår i släktet Heterophleps och familjen mätare. Inga underarter finns listade i Catalogue of Life.